# Prinsessen på ærten (Der var engang...)
 For alternative betydninger, se Prinsessen på ærten (flertydig). (Se også artikler, som begynder med Prinsessen på ærten)
Prinsessen på ærten er en tegnefilm i serien Der var engang... (engelsk titel The Fairytaler), der blev udsendt i forbindelse med H.C. Andersens 200 års fødselsdag i 2005.
Danske Stemmer:
- H.C. Andersen Henrik Kofoed
- Prinsesse Kaya Brüel
- Prins Thure Lindhardt
- Konge Lasse Lunderskov
- Dronning Michelle Bjørn-Andersen
- Hofmand Asger Reher

Bagom:
- Instruktør: Jørgen Lerdam
- Original musik af: Gregory Magee
- Hovedforfatter: Gareth Williams
- Manuskriptredaktører: Linda O' Sullivan, Cecilie Olrik
- Oversættelse: Jakob Eriksen
- Lydstudie: Nordisk Film Audio
- Stemmeinstruktør: Steffen Addington
- Animation produceret af: A. Film A/S
- Animationsstudie: Wang Film Production

En co-produktion mellem
Egmont Imagination, A. Film & Magma Film
I samarbejde med:
Super RTL & DR TV